# Engsbergse Molen
De Engsbergse Molen is een molenrestant van een ronde stenen molen, die zich bevindt op de hoek Portiersveld/Smisstraat in Engsbergen, een dorp ten zuidwesten van Tessenderlo in de Belgische provincie Limburg.

## Geschiedenis
De molen is een beltmolen die dienstdeed als korenmolen. Ze werd gebouwd in 1826. Op 12 januari 1930 woedde een hevige storm, waarbij de kap geheel werd vernield. Men wilde de kap herstellen, maar door de hoge kosten daarvan werd de molen in 1934 stilgelegd. Hierna werd de romp nog een tijdje als woning gebruikt, maar daarna bleef ze leeg.
In 1978 werd de romp aangekocht door de gemeente Tessenderlo. Sindsdien zoekt men naar een bestemming van de romp, die om veiligheidsreden niet meer toegankelijk is. Gedacht wordt aan een woonbestemming.